# Phrynobatrachus annulatus
Phrynobatrachus annulatus é uma espécie de anfíbio da família Petropedetidae.
Pode ser encontrada nos seguintes países: Costa do Marfim, Gana, Guiné e Libéria.
Os seus habitats naturais são: florestas subtropicais ou tropicais húmidas de baixa altitude.
Está ameaçada por perda de habitat.